# Günter Jandrasits
Günter Jandrasits (* 11. November 1960 in Güssing) ist ein österreichischer Rollstuhltennisspieler. Seine beste Weltranglistenplatzierung war im Jahre 1996 der 18. Platz. Er war fünffacher Austrian Masterssieger im Doppel mit Martin Legner. Sein Lieblingsbelag ist Sand.